# 迪夫里伊

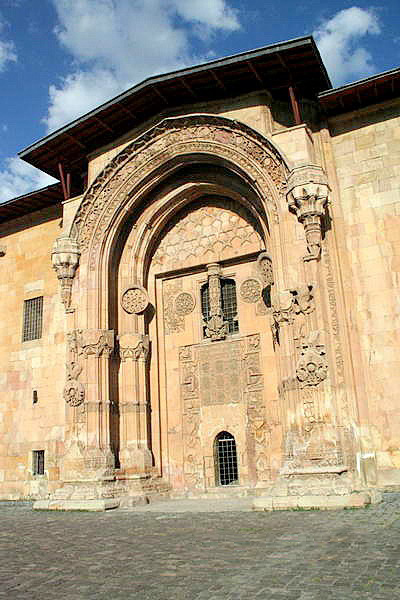

迪夫里伊是土耳其的城鎮，由錫瓦斯省負責管轄，位於該國北部，始建於九世紀，面積2,724平方公里，海拔高度1,250米，鎮上的大清真寺和醫院被聯合國教科文組織列入世界遺產名錄，2008年人口11,388。
该城历史上名为特弗里克（希腊语： Τεφρική），由保禄派建立。

## 外部連結
- Divriği Great Mosque And Hospital
- UNESCO file:  请检查|url=值 (帮助). UNESCO. （原始内容存档于2012-10-24） （英语）.
- . Archnet. （(fact sheet) 原始内容 请检查|url=值 (帮助)存档于2006-02-26） （英语）.
- İbrahim Shaikh. . The International Society for the History of Islamic Medicine. （(full text and photos) 原始内容 请检查|url=值 (帮助)存档于2007-09-27） （英语）. 外部链接存在于|publisher= (帮助)
- Mustafa Güler, İlknur Aktuğ Kolay.  (PDF). Istanbul Technical University Magazine (İtüdergi). （(full text) 原始内容 请检查|url=值 (帮助) (PDF)存档于2007-07-04） （土耳其语）.
- Picture gallery from Turkey specialist （页面存档备份，存于）